# Democratici di Sinistra
Democratici di Sinistra (Nederlands: Democraten van Links of Linkse Democraten) was een Italiaanse politieke partij en lid van de verkiezingsalliantie L'Unione (De Unie). Binnen de L'Unione maakte de DS ook deel uit van L'Ulivo (Olijfboomcoalitie).
De DS werd in 1991 opgericht als Partito Democratico della Sinistra (Partij van Democratisch Links). De PDS was de opvolger van de Partito Comunista Italiano. In tegenstelling tot de vroegere PCI nam de PDS het democratisch socialisme aan als ideologie. Onder het leiderschap van Massimo D'Alema (premier van 1998 tot 2000) ging de PDS fusies aan met andere linkse partijen, de Cristiano Sociali (Christen-Socialen), Laburisti (Arbeiderspartij), Riformatori per l'Europa (Reformisten voor Europa), Agire Solidale (Loyaal Handelen), Sinistra Repubblicana (Linkse Republikeinen) en de Comunisti Unitari (Verenigde Communisten). Dit betekende de geboorte (1998) van Democratici di Sinistra. D'Alema verwijderde de hamer en sikkel uit het partijlogo en verving ze door een roos, teken van de sociaaldemocraten.

## Stromingen
Binnen de DS waren diverse stromingen waar te nemen. De reeds hierboven genoemde Derde Weg-stroming vertegenwoordigde het liberale centrum binnen de partij. Er waren echter ook Derde Weg aanhangers die een rechtsere positie innemen binnen de partij. De Derde Weg aanhangers hadden de Liberale Vereniging opgericht binnen de DS.
Links van de Liberale Vereniging vonden we DS Links-Terug om te winnen. Deze groep was de grootste linkse stroming binnen de partij en was gematigd democratisch socialistisch). Andere linkse groeperingen binnen de DS waren: DS Links voor Socialisme (linkse democratische socialisten) en Ecologisch Links (de groenen). Al deze groepen voerden oppositie tegen de Derde Weg-leiding van de partij.
Naast de liberale en de democratisch socialistische stromingen bleef nog de reformistische stroming over. De reformistische stroming omvatte groepen binnen de DS die meestal afscheidingen zijn van bestaande centrum en centrumlinkse partijen in de Italiaanse politiek. Deze groepen waren de Arbeiders-Liberale Socialisten, Reformistisch Europa, de Siciliaanse Reformistische Beweging (allen afscheidingen van de Socialistische Partij van Italië), Republikeinse Links (afsplitsing Republikeinse Partij van Italië) en de Christen-Socialen (afscheiding van de Democrazia Cristiana).
De overgrote meerderheid van de leden van de DS waren niet aangesloten bij een groep binnen de partij. Deze leden vormden de sociaaldemocratische meerderheid binnen de DS.

## DS op regionaal niveau
De DS opereerde ook op regionaal niveau, in de autonome regio Sardinië onder de naam DS-Sardinisch Federaal Links (DS-Sinistra Federalista Sarda) in de autonome regio Valle d'Aosta als Links Aostadal (Gauche Valdôtaine), in de autonme regio Trentino-Zuid-Tirol als Zuid-Tirolse Linkse Democraten (Südtiroler Linksdemokraten) en in de Sloveenssprekende dorpen en steden in de autonome regio Friuli-Venezia Giulia als Linkse Democraten (Levi Demokrati).

## Verkiezingen
Bij de parlementsverkiezingen van 2001 behaalde de DS 16,6% van de stemmen, goed voor 137 zetels in de Kamer van Afgevaardigden en 65 zetels in de Senaat.

### ZetelverdelingKamer van AfgevaardigdenenSenaat
| Jaar               | parlement                       | %         | zetels  |
| ------------------ | ------------------------------- | --------- | ------- |
| 1996 (PDS)         | Kamer van Afgevaardigden Senaat | 20,3 -    | 172 100 |
| 2001 lijst L'Ulivo | Kamer van Afgevaardigden Senaat | 16,6 -    | 137 65  |
| 2006 lijst L'Ulivo | Kamer van Afgevaardigden Senaat | 31,2 17,5 | 130 62  |

### Europese verkiezingen
De DS was aangesloten bij de Partij van de Europese Sociaaldemocraten. Bij de Europese verkiezingen van 2004 werden 12 DS'ers in het Europees Parlement gekozen.

## Einde van de partij
Bij de verkiezingen in 2006 steunde de partij de kandidatuur van Romano Prodi als minister-president van Italië. De partij maakte deel uit van L'Unione, die de verkiezingen maar net aan won van het centrumrechtse Huis van de Vrijheden van Silvio Berlusconi. De partij won zelf 17.17% in de Senaat (goed voor 62 senators) en l'Unione won 31.20% in het Huis van Afgevaardigden (goed voor 220 vertegenwoordigers). Vanwege de kleine meerderheid van l'Unione kwam er een discussie over een mogelijke nieuwe politieke partij, genaam de Democratische Partij.
Negen minister van de regering-Prodi II waren lid van Democratici di Sinistra, waaronder vice-premier en minister van Buitenlandse Zaken Massimo D'Alema. Ook de president van Italië, Giorgio Napolitano, was lid van deze partij. Toen hij werd gekozen tot president, moest hij zich boven de politieke partijen begeven, zoals elke president dat moet doen.
Het vierde nationale congres was van 19 t/m 21 april 2007. Tijdens het congres riep partijsecretaris Fassino op tot de vorming van een nieuwe partij, dat werd gesteund door een meerderheid van het partijbestuur, en werd gesteund door 75.6% van de leden. De linkse leden van de partij waren tegen de nieuwe partij, en besloten verder te gaan in Sinistra Democratica. De nieuwe partij heette de Democratische Partij. Op 14 oktober 2007 werd de partij opgeheven, en ging het samen met onder andere La Margherita en Movimento Repubblicani Europei op in de Democratische Partij.

## Partijkranten
Enkele belangrijke partijkranten waren:
- Aprile per la sinistra
- Il Riformista
- L'Unità

## Leiderschap
De laatste eerste secretaris van de partij was Piero Fassino die tijdens het Nationale Congres van november 2001 met 61,8% van de stemmen tot eerste secretaris werd gekozen en tijdens het Nationale Congres van februari 2005 met 79,1% van de stemmen werd herkozen. Fassino is een aanhangers van de Derde Weg en nam een middenpositie in. Massimo D'Alema werd in 2000 tot partijvoorzitter gekozen.

### Voorzitter
- Massimo D'Alema - 2000-heden

### Secretarissen
| Naam             | termijn   |
| ---------------- | --------- |
| Achille Occhetto | 1991-1994 |
| Massimo D'Alema  | 1994-1998 |
| Walter Veltroni  | 1998-2001 |
| Piero Fassino    | 2001-2007 |

NB: Onder Occhetto en D'Alema heette de partij nog Partito Democratico della Sinistra.

### Coördinators
- Pietro Folena - 1998-2001
- Vannino Chiti - 2001-2004
- Vannino Chiti/Maurizio Miglivacca - 2004-2007